# Церковь Покрова Пресвятой Богородицы (Дербент)
Церковь Покрова Пресвятой Богородицы — православная церковь в городе Дербенте в Дагестане.
Приход относится к Махачкалинскому благочинию Махачкалинской епархии (до 2011 года к Бакинской и Прикаспийской епархии) РПЦ. Настоятель — протоиерей Николай Котельников († 23.06.2024). Находится в центре города Дербента, на улице Ленина, дом 22. Единственная сохранившаяся православная церковь в городе.

## История создания
В 1894 году дербентской православной общиной был поднят вопрос о строительстве новой церковно-приходской школы. Для этих целей были собраны пожертвования, и приобретен участок земли в центре города. Строительство школы было начато в 1899 году, а 7 января 1900 года она была торжественно освящена.
В 1901 году в школе был устроен Алтарь, и она превратилась в церковь-школу, которая 1 октября 1901 года была освящена епископом Владикавказским Владимиром (Синьковским).
В 1902 году, во дворе церкви-школы, было построено новое здание церковно-приходской школы, а старое полностью отдано под церковь.
В 1939 году церковь была закрыта, но в 1943 году её вновь передали верующим.

## Современный период
В настоящее время церковь переживает второе рождение: произведены ремонтно-восстановительные работы в храме, построен церковный дом, колокольня. В 2009 году установлен новый иконостас, в том же году храм был вновь освящен епископом Бакинским и Прикаспийским — Александром (Ищеиным).
23 июня 2024 года церковь Покрова подверглась вооружённому нападению, в ходе которого был убит настоятель храма протоиерей Николай Котельников.

## Духовенство
- Настоятель храма — протоиерей Николай Котельников († 23.06.2024)[3].